# Dāmdāmā
Dāmdāmā (persiska: دامداما) är en ort i Iran.   Den ligger i provinsen Västazarbaijan, i den nordvästra delen av landet, 700 km nordväst om huvudstaden Teheran. Dāmdāmā ligger 1 183 meter över havet och antalet invånare är 396.
Terrängen runt Dāmdāmā är kuperad söderut, men norrut är den platt.Runt Dāmdāmā är det ganska tätbefolkat, med 75 invånare per kvadratkilometer. Närmaste större samhälle är Qarah Ẕīā' od Dīn, 7,1 km sydväst om Dāmdāmā. Trakten runt Dāmdāmā består i huvudsak av gräsmarker.